# Karl Pawek
Karl H. Pawek (* 27. August 1906 in Wien; † 24. September 1983 in St. Peter bei Freiburg) war Mitbegründer verschiedener Zeitschriften, darunter Die Pause, 1935 und magnum. Die Zeitschrift für das moderne Leben, 1954. Mittels Strohperson soll er bereits auch an der Zeitschrift Austria International. Das österreichische Journal für Wirtschaft und Kultur federführend beteiligt gewesen sein, aus deren Verlag Austria International GmbH 1954 magnum hervorging. Seit 1962 war er Redakteur bei der Zeitschrift Stern. Bekannt wurde Pawek vor allem als Fototheoretiker und als Kurator der Ausstellungsreihe Weltausstellung der Photographie (1964, 1968, 1973 und 1977), die ein Millionenpublikum erreichte.

## Biographie
Pawek besuchte das Gymnasium im fürsterzbischöflichen Knabenseminar in Hollabrunn und schloss mit der Matura ab. Nach einem abgebrochenen Theologie-Studium promovierte Pawek 1931 in Innsbruck mit der Dissertation: Die Kategorienlehre von Othmar Spann. Versuch einer Verständigung zwischen ganzheitlichem und aristotelisch-scholastischem Verfahren. Durch die Auseinandersetzung mit Othmar Spann, einem Theoretiker des Ständestaates, wurde Paweks Denken nachhaltig geprägt. Im Anschluss arbeitete Pawek als Kulturreferent in der Katholischen Aktion und wurde zum Generalsekretär der Katholischen Kulturwochen bestellt. 1935 gründete er im Rahmen des Volksbildungswerks des Wiener Bürgermeisters die Zeitschrift Die Pause und wurde dort Hauptschriftleiter. Nach dem deutschen Einmarsch in Österreich (Anschluss (Österreich)) verlor er diesen Posten und wurde stellvertretender Hauptschriftleiter. Eine von ihm beantragte Mitgliedschaft in der NSDAP wurde ihm verweigert, obwohl er freiwillig Mitgliedsbeiträge bezahlte und in seiner Zeitschrift regimefreundliche Artikel erschienen.

### Soldat
1942 wurde Pawek als Soldat nach Eisenstadt eingezogen, dann aber wegen schwerer Nervenzustände nicht an die Front kommandiert. Aufgrund einer Denunziation Paweks wurden die Offiziere Major Karl Biedermann, Hauptmann Alfred Huth und Oberleutnant Rudolf Raschke am 8. April 1945 hingerichtet, weil sie eine kampflose Übergabe der Stadt Wien an die Rote Armee vorbereitet hatten (Operation Radetzky), wovon Pawek zufällig erfahren hatte. Pawek wurde wegen dieser Denunziation zum Unteroffizier befördert, kurz bevor die Stadt Wien am 13. April durch sowjetische Truppen besetzt wurde. Pawek floh nach St. Gilgen und arbeitete für die amerikanische Militärregierung beim Salzburger Radiosender.

### Verurteilung
Nach seiner Verhaftung am 16. Juli 1945 verurteilte ihn das so genannte Volksgericht am 21. Juli. Pawek wurde wegen der Denunziation der Operation Radetzky mit den Worten „zur Strafe des schweren Kerkers in der Dauer von (3) drei Jahren, verschärft durch ein hartes Lager vierteljährlich, sowie eine Dunkelhaft an jedem 5. April des Jahres, […] zum Ersatze der Kosten des Strafverfahrens verurteilt. Auf diese Strafe ist die Haft vom 16. Juli 1945, 22 Uhr bis 21. November 1947, 12. Uhr anzurechnen“. Die vergleichsweise milde Bestrafung resultierte aus einem Gutachten eines psychiatrischen Sachverständigen. Pawek musste die gesamte Strafe absitzen, obwohl sich Minister Felix Hurdes für ihn eingesetzt hatte.

### Nachkriegskarriere
Weil Belastete bis zu den Amnestien 1955 und 1957 nicht in Österreich publizistisch tätig werden durften, vermuten Biographen, dass sich Pawek für eine Mitarbeit an der Zeitschrift Austria International einer im Sinne des Pressegesetzes verantwortlichen Ersatzperson (Klotilde Maria Gassner) bedient hat. Pawek tauchte erst in der Nr. 6 der Zeitschrift magnum auf, nachdem diese von Wien nach Frankfurt am Main übersiedelt war. Ehemalige Koautoren der Zeitschrift Die Pause, welche Leumundszeugnisse für Pawek während dessen Haftzeit ausgestellt hatten, schrieben unter der Leitung Paweks auch in magnum, darunter der Kunsthistoriker und das NSDAP-Mitglied Bruno Grimschitz, der Haus-der-Wehrmacht-Architekt Josef Hoffmann, der umstrittene Kärntner Schriftsteller Josef Friedrich Perkonig und andere Prominente mehr.
Seit 1962 war Pawek Redakteur und Leiter des Ausstellungsressorts bei der Zeitschrift Stern.
Pawek wurde bekannt durch seine Schriften zur Fototheorie sowie die Organisation der Ausstellungsreihe Weltausstellung der Photographie in Zusammenarbeit mit dem Magazin Stern (1964: Was ist der Mensch?, 1968: Die Frau, 1973: Unterwegs zum Paradies, 1977: Kinder dieser Welt). Sowohl in den Schriften als auch in den Ausstellungen verfolgte er ein Konzept der ungeschönten „Life-Photographie“, welche, im Gegensatz zur künstlerischen Fotografie, die „Realität“ wie einen „Skandal“ wirken lasse. So verstanden sei die Fotografie „eine neue Kontaktstelle unseres Geistes zur Wirklichkeit“: „Er braucht sich nicht unbedingt vom »Guten und Schönen« einer Darstellung bestrahlen zu lassen, um einen Fortschritt seiner selbst zu erzielen, er kann auch einen Dialog mit dem Vorhandenen, mit dem, was er vorfindet, führen und auf diese Weise in Bewegung geraten. … In der Photographie wirkt der Gegenstand nicht auf Grund seiner Perfektion, seiner Idealität, Moralität oder Ästhetik erbaulich auf den Geist. Der Gegenstand soll den Geist vielmehr in die Dialektik der Konfrontation verstricken und auf diese Weise in Bewegung bringen.“  Bereits die erste Weltausstellung der Photographie wurde kontrovers diskutiert und u. a. kritisch mit Steichens Ausstellung The Family of Man (1955, Museum of Modern Art, New York) verglichen.

### Ehrungen
Die Deutsche Gesellschaft für Photographie verlieh Pawek posthum ihren Kulturpreis. Karl Steinorth würdigte in der Laudatio Paweks religiöse Überzeugung. Andere Preisträger dieser Gesellschaft waren Hilmar Pabel 1961, Fritz Kempe 1964 und Wolf Strache 1979.

## Veröffentlichungen
- Totale Photographie. Die Optik des neuen Realismus, Walter-Verlag, Olten/Freiburg im Breisgau 1960.
- Das optische Zeitalter. Grundzüge einer neuen Epoche, Walter-Verlag, Olten/Freiburg im Breisgau 1963.
- Weltausstellung der Photographie. 555 Photos von 264 Photographen aus 30 Ländern zu dem Thema: Was ist der Mensch?, mit einem Geleitwort von Heinrich Böll (Die humane Kamera) und einer Einleitung von Karl Pawek, Gruner + Jahr, Hamburg 1964.
- Panoptikum oder Wirklichkeit. Der Streit um die Photographie, Gruner + Jahr, Hamburg 1965.
- Das Bild aus der Maschine. Skandal und Triumph der Photographie, Walter-Verlag, Olten/Freiburg im Breisgau 1968.
- 2. Weltausstellung der Photographie: Die Frau. 522 Photos aus 85 Ländern von 236 Photographen, Gruner + Jahr, Hamburg 1968.
- 3. Weltausstellung der Photographie: Unterwegs zum Paradies. 434 Photos aus 86 Ländern von 170 Photographen, Gruner + Jahr / C. Bertelsmann, Hamburg/München 1973.
- 4. Weltausstellung der Photographie: Die Kinder dieser Welt. 515 Photos aus 94 Ländern von 238 Photographen, Gruner + Jahr / C. Bertelsmann, Hamburg/München 1977.